# Émilie (prénom)
Pour les articles homonymes, voir Émilie.
Cette page présente le prénom Émilie ainsi que ses variantes.
Émilie est un prénom féminin d'origine romaine venant du latin Aemilia, féminin du prénom Aemilius signifiant « de la gens Aemilia ».
La sainte Émilie se fête le 19 septembre.

## Occurrence
Depuis 1900, 179 612 enfants ont été prénommés Émilie. Le maximum a été atteint en 1980 avec 11 885 naissances et le minimum en 1963 avec 30. En 2003, 2 087 enfants ont été prénommés ainsi.

## Sens et origine du nom
Il est tiré du nom des Æmilii ou gens Æmilia, et signifie donc « [membre] de la gens Æmilia ».
Une autre étymologie évoque les noms d'homme grec Aemulos, Aimulos et Aimulios, qui signifient séduisant et rusé. L'étymologie le fait rapprocher du latin aemulus, aemula « qui rivalise, émule, rival, adversaire ». 
Émilie, en tant que prénom de sainte chrétienne, est fêté le 19 septembre. 
Mais Émilie, en tant que forme féminine d'Émile, est fêté le 22 mai. 
Il a pour variantes  Émilia, Émila, Emilia, Emily, Émily, Émilye, Emy.

### Variantes et formes étrangères
- Anglais : Emily
- Grec : Αιμιλία (Aimilía)
- Italien : Emilia
- Letton : Emīlija
- Poitevin : Milie
- Serbe : Emilija

Tandis qu'au masculin il s'écrit :
- Émile
- Emilio.

## Personnalités portant ce prénom
- Pour l'ensemble des articles sur les personnes portant ce prénom, consulter :
  - la liste des articles dont le titre commence par ce prénom
  - les listes produites par Wikidata : Liste des personnes de prénom « Émilie » — même liste en incluant les éventuels prénoms composés qui contiennent « Émilie ».